# AZS-AWF Katowice
KS AZS AWF Katowice – wielosekcyjny uczelniany klub sportowy, AZS działający przy Akademii Wychowania Fizycznego im J. Kukuczki w Katowicach. Jest to klub akademicki jednak od lat skupiony na sporcie o charakterze wyczynowym.

## Historia
Powołanie Wyższej Szkoły Wychowania Fizycznego w Katowicach stworzyło możliwość integracji środowiskowych sekcji wyczynowych w oparciu o specjalistyczną uczelnię, jej infrastrukturę oraz potencjał dydaktyczno-naukowy o wysokich kwalifikacjach.
W dniu 8 marca 1971 roku odbyła się pierwsza konferencja wyborcza, na której powołano Środowiskowy Międzyuczelniany Klub Sportowy AZS przy WSWF, który przejął – w porozumieniu z Zarządem Środowiskowym AZS – wszystkie sekcje występujące w rozgrywkach ogólnopolskich i okręgowych. W ramach Klubu bogatą działalność prowadziła wówczas Komisja Sportu Uczelnianego AZS. Z jej inicjatywy, w oparciu o zespoły studenckie biorące udział w rozgrywkach uczelnianych i środowiskowych, powołano sekcje siatkówki mężczyzn i kobiet oraz koszykówki kobiet. Wraz z przyjętymi sekcjami środowiskowymi: hokeja na trawie (I liga), piłki ręcznej kobiet i mężczyzn (II liga), koszykówki mężczyzn (III liga) oraz liczącej się sekcji lekkiej atletyki, startującej pod nazwą AZS Śląsk, tworzyły ówczesną strukturę Klubu.
W grudniu 1974 roku nastąpiła integracja sportu szkolnego i akademickiego, w wyniku, której powstał Środowiskowy Klub Sportowy SZS-AZS przy WSWF w Katowicach. Do działających już sekcji sportowych włączone zostały szkolne sekcje piłki ręcznej dziewcząt MKS „Ekonomik” oraz sekcje koszykówki dziewcząt MKS Katowice i MKS Zabrze.
Integracja z uczelnią
Klub Sportowy AZS AWF w Katowicach, niezależnie od zmian organizacyjnych, był zawsze zintegrowany z uczelnią. Uznając jako właściwy kierunek pracy takich klubów, współdziałających z uczelniami wychowania fizycznego, Urząd Kultury Fizycznej i Sportu powołał w 1976 roku kluby sportowe przy wszystkich AWF, podejmując jednocześnie obowiązki ich dotowania ze środków państwowych. Od tego czasu współpraca Klubu AZS AWF z macierzystą uczelnią nabrała cech systemu, czego przejawem było m.in.:
- powiązanie sekcji sportowych ze specjalizacjami prowadzonymi przez uczelnię, bowiem traktowano ich działalność jako integralną część procesu     dydaktyczno-naukowego,
- utworzenie stanowisk trenerskich, na etatach uczelnianych, co umożliwiło zatrudnienie      najlepszych szkoleniowców prowadzących treningi w sekcjach sportowych klubu,
- objęcie pomocą socjalno-bytową czołowych zawodników-studentów,
- stworzenie formalnych zasad współpracy zakładów specjalistycznych AWF z Klubem AZS,
- stałe kontakty Zarządu Klubu AZS AWF z władzami akademickimi i administracyjnymi uczelni.

Pierwsze sukcesy międzynarodowe
Efektem takiego współdziałania był coraz wyższy poziom sportowy sekcji AZS AWF. Największe sukcesy osiągały sekcje lekkiej atletyki z dziesięcioboistą Ryszardem Skowronkiem, hokeja na trawie (Ryszard Twardowski, Aleksander Wrona, Andrzej Myśliwiec, Henryk Horwat, Roman Twerdyk, Andrzej Micał), piłki ręcznej kobiet (Marta Węgrzyn, Teresa Pecold, Anna Janecka, Urszula Falba, Zofia Cieślikowska, Bogusława Daszek), koszykówki kobiet (Marta Jodłowska, Danuta Ditmer, Barbara Zawadzka).
Rozwój akrobatyki i lekkoatletyki
Stopniowo coraz większe sukcesy odnosili akrobaci, którzy w krótkim czasie osiągnęli wyżyny sportowe. Od 1980 roku zawodnicy tej sekcji zdobyli dziesiątki medali w mistrzostwach Polski, a tacy zawodnicy jak: Witold Majka, Zbigniew Bąchór, Marcin Leszczaniecki, Andrzej Sokołowski, Tomasz Kies, Jerzy Trzaska, Alicja Hartel byli wielokrotnymi medalistami mistrzostw Europy i mistrzostw świata. Do najbardziej utytułowanych zawodników tej sekcji należy zdobywca 26 medali na mistrzostwach Europy i świata i 10-krotny mistrz Polski w skokach na ścieżce akrobatycznej – Krzysztof Wilusz.
Kontynuatorami chlubnych tradycji Klubu AZS AWF byli też lekkoatleci, którzy zdobywali dziesiątki medali w mistrzostwach Polski. W igrzyskach olimpijskich w Barcelonie startował znakomity chodziarz Robert Korzeniowski, któremu tylko pech odebrał srebrny medal, ale odniósł on wielki sukces na igrzyskach olimpijskich w Atlancie – złoty medal. Na mistrzostwach świata barwy narodowe reprezentowali ponadto Sylwia Pachut i Andrzej Popa.
W tradycjach uniwersjadowych zaznaczyli się sukcesami: dwukrotny złoty medalista Robert Korzeniowski, brązowe medalistki Sylwia Pachut i Barbara Grzywocz oraz zawodnicy z miejscami punktowanymi: Małgorzata Wolska (kula), Piotr Kotlarski (400m ppł.), Ronald Mehlich i Krzysztof Mehlich (110m ppł.). W biegach przełajowych podczas Akademickich Mistrzostw Świata medale zdobywały: Lidia Camberg i Anna Iskra.
Pierwsze sukcesy szermierzy
Na przełomie lat 1980-1981 powstał Zakład Szermierki AWF i równolegle Zarząd Klubu powołał sekcję szermierczą AZS AWF. W ciągu kilku lat, pod kierunkiem trenera klasy mistrzowskiej dr Zbigniewa Czajkowskiego, zawodnicy poczynili znaczne postępy. Sekcja AZS AWF stała się prekursorem szermierki na szpady kobiet, która doczekała się nobilitacji dyscypliny olimpijskiej. Z bronią oraz floretem kobiet i mężczyzn wiążą się sukcesy sekcji. Wielokrotne medalistki akademickich mistrzostw Polski seniorek i juniorek w 1988 roku zdobyły tytuł drużynowego mistrza Polski w szpadzie kobiet.
Zawodniczki AZS AWF odnosiły też znaczące sukcesy w walkach indywidualnych. W 1989 roku Magda Jeziorowska zajęła III miejsce w wielkim turnieju pucharu świata w Budapeszcie, a wspólnie z Iwoną Oleszyńską uzyskały bardzo dobre wyniki w finale młodzieżowego pucharu świata. W tym też roku Iwona Oleszyńska w młodzieżowych mistrzostwach Polski zdobyła złoty medal, a srebrny przypadł Magdzie Jeziorowskiej. Na uniwersjadzie w Duisburgu Beata Rajca i Iwona Oleszyńska wywalczyły w drużynie srebrny medal. Podczas mistrzostw Europy w Wiedniu w brązowej drużynie walczyła Iwona Oleszyńska.
Znakomite wyniki uzyskiwał czołowy florecista Leszek Bandach. W mistrzostwach świata wywalczył w drużynie srebrny medal, zdobył mistrzostwo Polski, był wielokrotnie w finałach pucharu świata.
Początki sportu zimowego
W 1989 roku z inicjatywy ówczesnych władz uczelni została powołana sekcja narciarstwa biegowego. Działalność szkoleniową rozpoczęto w oparciu o studentów AWF, natomiast szkolenie powierzono trenerowi z Petersburga Wadimowi Anuczinowi. Pomimo stosunkowo krótkiej działalności wyniki, jakie uzyskała sekcja, należy uznać jako w pełni zadowalające. Oprócz medali zdobytych na mistrzostwach Polski w różnych kategoriach wiekowych zawodnicy tej sekcji zaznaczyli swoją obecność na zawodach najwyższej rangi, bowiem startowali na mistrzostwach świata juniorów, uniwersjadzie i pucharze świata. Do wyróżniających się zawodników na przestrzeni lat należały: Monika Gula, Elżbieta Marszałek, Bernadeta Palac, Krystyna Kaleta, Krzysztof Wańczyk, Henryk Gazurek, Andrzej Cieślar, Jacek Niegosz.
Okres przemian lat 90-tych
Globalne zmiany społeczno-ekonomiczne zachodzące w kraju zmieniły sytuację kultury fizycznej, a zwłaszcza sportu wyczynowego. Nagłe ograniczenie środków finansowych zaskoczyło środowisko sportowe. Nawet najbogatsze kluby posiadające dobre zaplecze, znakomite obiekty sportowe, odczuły skutki transformacji, jaka ma miejsce w Polsce. Większość klubów ograniczyło szkolenie młodzieży, zwolniło trenerów, likwidowało sekcje sportowe. Siłą rzeczy dotknęło to również AZS AWF Katowice. Z trudem budowane w latach 70-tych i 80-tych sekcje gier zespołowych musiały ustąpić miejsca mniej skomercjalizowanym i tańszym sekcjom dyscyplin indywidualnych.
Likwidacji ulegają sekcje koszykówki kobiet (1988) i siatkówki kobiet (1991), sekcja hokeja na trawie, piłki ręcznej kobiet zostają przekazane, tak jak wcześniej III-ligowe sekcje piłki ręcznej mężczyzn, koszykówki mężczyzn i siatkówki mężczyzn, do Zarządu Środowiskowego AZS Katowice. Po rocznym „wygnaniu” w struktury Klubu powraca jedynie piłka ręczna kobiet, która obok sekcji akrobatyki sportowej, lekkiej atletyki, narciarstwa biegowego (od 1989) oraz szermierki tworzy jego nową strukturę. Decyzje te, choć bardzo bolesne, okazały się słuszne. W roku 2000 decyzją Zarządu Klubu powołano dwie nowe sekcje: biathlonu i pływania.
Złota era sportów zimowych
AZS AWF Katowice stał się przed wszystkim groźną konkurencją dla AZS Zakopane w sportach zimowych. W latach 2006-2014 zdominował polską reprezentację na zimowych igrzyskach olimpijskich. Do Turynu pojechało 10 zawodniczek i zawodników z Katowic, do Vancouver 13 osób, do Soczi – aż 21. Jeśli jednak chodzi o olimpijski dorobek medalowy, to w całości (pięć krążków) zdobyła go jedna zawodniczka, największa ówczesna gwiazda klubu – Justyna Kowalczyk: złoto w biegu na 30 km st. klasycznym (2010) i biegu na 10 km st. klasycznym (2014), srebro w sprincie (2010), brąz w biegu na 30 km st. dowolnym (2006) i w biegu łączonym na 15 km (2010). Poza tym cztery razy wygrywała puchar świata, dwa razy zdobywała tytuł mistrza świata, trzykrotnie srebrny medal i dwukrotnie brązowy medal mistrzostw świata. Była 6-krotną medalistką uniwersjady i 29-krotną mistrzynią Polski.
Inni narciarze z klubu zdobywali medale na uniwersjadach. Adam Cieślar zgromadził w latach 2013-2017 aż 6 złotych i 2 srebrne medale w kombinacji klasycznej. Krzysztof Wańczyk stanął na najwyższym stopniu podium w biegu na 15 km, zaś na drugiej pozycji w biegu na 30 km i sztafecie 3×10 km. Ponadto medalistami uniwersjadowymi byli: w skokach narciarskich Marcin Bachleda, Grzegorz Sobczyk, Rafał Śliż (srebro) i Łukasz Kruczek (brąz); w kombinacji norweskiej Paweł Słowiok (brąz).
Liczne sukcesy międzynarodowe zanotowały biathlonistki z Katowic: Magdalena Grzywa (złota i brązowa medalistka mistrzostw Europy na 10 km, srebrna na 7,5 km, brązowa na 15 km, a ponadto zwyciężczyni uniwersjady na 7 i 10 km); Monika Hojnisz (mistrzyni Europy w biegu pościgowym, brązowa medalistka w sprincie i biegu indywidualnym, trzecia w mistrzostwach świata w biegu masowym); Krystyna Pałka (srebrny medal mistrzostw świata i również srebrny medal mistrzostw Europy); Weronika Nowakowska-Ziemniak zdobywała srebrne i brązowe medale mistrzostw świata i Europy, a także 6 medali na uniwersjadach (w tym dwa złote). W snowboardzie half-pipe wyśmienitą zawodniczką była Paulina Ligocka – brązowa medalistka mistrzostw świata (2007) i dwukrotna mistrzyni uniwersjady. Złotym medalistą uniwersjady był także jej kuzyn Mateusz Ligocki.
Szermierka
Znaczące sukcesy odnosiła sekcja szermiercza, w której najwybitniejszą zawodniczką była Barbara Wolnicka-Szewczyk – podpory polskiej drużyny narodowej we florecie kobiet. Razem z koleżankami wywalczyła ona srebrny i brązowy medal mistrzostw świata oraz brązowy w mistrzostwach Europy. Trzykrotnie startowała na igrzyskach olimpijskich, zdobywając w drużynie srebrny medal w Sydney (2000) . We florecie drużynowym srebrny medal mistrzostw świata wywalczył także Leszek Bandach w 1990 roku. W drużynie szpadzistek brązowe medale mistrzostw świata wywalczyły Małgorzata Jeziorowska i Małgorzata Bereza, zaś brąz mistrzostw Europy Iwona Oleszyńska. Wybitnym szablistą był Marcin Koniusz – trzykrotny srebrny medalista mistrzostw Europy. Kontynuatorami tych tradycji są nasi obecni zawodnicy Martyna Swatowska-Wenglarczyk (brązowa medalistka igrzysk olimpijskich w Paryżu) i Ewa Trzebińska (złota medalistka mistrzostw świata w szpadzie drużynowej) oraz Mateusz Antkiewicz (brązowy medalista mistrzostw Europy w szpadzie indywidualnie).
Nowa fala lekkiej atletyki
Z pozostałych dyscyplin wyśmienite występy zanotowali przede wszystkim lekkoatleci. W latach 90. były to głównie sukcesy na uniwersjadach, gdzie Robert Korzeniowski wywalczył w barwach AZS AWF Katowice dwa złote medale w chodzie na 20 km (1991 i 1993); Barbara Grzywocz i Sylwia Pachut – brąz w sztafecie 4×400 m (1991). Później nastał czas Zuzanny Radeckiej – mistrzyni Polski w biegach na 100, 200 i 400m. W 1999 roku zajęła drugie miejsce w biegu na 200m podczas uniwersjady na Sycylii. Była tam także druga w sztafecie 4x100m. W 2002 roku została brązową medalistką w sztafecie 4x400m na mistrzostwach Europy w Monachium. Wystąpiła na igrzyskach olimpijskich w Sydney i Atenach. Beniamin Kuciński został natomiast młodzieżowym mistrzem Europy w chodzie na 20 km w 2003 roku.
Współcześnie
Igrzyska Olimpijskie w Tokio, które odbyły się w 2021 roku (przełożone z 2020 z powodu pandemii COVID-19), były ważnym wydarzeniem w historii AZS AWF Katowice. Sportowcy osiągnęli tam największy sukces w dotychczasowej działalności Klubu, zdobywając aż pięć medali olimpijskich.
Złoto: Anita Włodarczyk – rzut młotem, Justyna Święty-Ersetic i Karol Zalewski – sztafeta 4×400 mix;
srebro: Justyna Święty-Ersetic – sztafeta 4×400 mix;
brąz: Paweł Fajdek – rzut młotem, Justyna Iskrzycka – kajakarstwo K4 500.
Reprezentacja AZS AWF Katowice:
lekkoatletyka: Ewa Swoboda (nie wystartowała z powodu kontuzji), Justyna Święty-Ersetic, Joanna Jóźwik, Anita Włodarczyk, Paulina Guzowska, Karol Zalewski, Paweł Fajdek;
szermierka: Ewa Trzebińska;
pływanie: Katarzyna Wasick, Jakub Majerski, Dominika Kossakowska, Paulina Peda

## Sekcje
- akrobatyka, gimnastyka sportowa, skoki na trampolinie
- badminton
- biathlon
- judo
- kajakarstwo klasyczne
- kolarstwo mtb
- koszykówka mężczyzn
- lekkoatletyka
- łyżwiarstwo figurowe
- łyżwiarstwo szybkie
- narciarstwo alpejskie
- narciarstwo klasyczne – biegi
- narciarstwo klasyczne – skoki
- pływanie
- saneczkarstwo lodowe
- snowboard
- szermierka – szabla
- szermierka – szpada
- triathlon
- wspinaczka sportowa [3]

## Władze Klubu
Prezesi Klubu:
- prof. dr hab. Stanisław Socha (1971-1981)
- mgr Zdzisław Szumski (1981-1985)
- prof. dr hab. Joachim Raczek (1985-1987)
- dr Czesław Opyrchał (1987-1990)
- prof. dr hab. Stanisław Socha (1990-1993)
- prof. dr hab. Jan Ślężyński (1993-1999)
- prof. dr hab. Wiesław Pilis (1999-2003)
- prof. dr hab. Władysław Mynarski (2003-2005)
- prof. dr hab. Zbigniew Waśkiewicz (2005-2012)
- prof. dr hab. Adam Zając (od 2012)[4]

Obecne władze klubu (kadencja 2024:
- Prezes – Adam Zając
- Wiceprezes – Karol Bar
- Dyrektor – Michał Skóra
- Członkowie zarządu – Remigiusz Czernecki, Oskar Kozikiewicz, Krzysztof Nowak, Zbigniew Pawelak,Teresa Socha, Kamila Świeca, Krzysztof Wilusz[5]